# Funkcja ciągła
Funkcja ciągła – funkcja, którą intuicyjnie można scharakteryzować jako:
1. funkcję, w której mała zmiana argumentu powoduje małą zmianę wartości funkcji; inaczej mówiąc, dla argumentów leżących blisko siebie wartości funkcji też leżą blisko,
2. funkcję rzeczywistą (określoną na zbiorze {\displaystyle \mathbb {R} } lub jego podprzedziale), której wykresem jest ciągła linia, tj. linia narysowana bez odrywania ołówka od papieru.

Funkcja, która ma co najmniej jeden punkt nieciagłości, nazywana jest nieciagłą. Tzw. funkcja ze skokami po raz pierwszy została nazwana nieciagłą (ang. discontinuous) przez Arbogasta w 1791, który badał geometryczne rozwiązania równań różniczkowych.
Ciągłość funkcji jest jednym z podstawowych pojęć topologii, gdzie jest definiowana w sposób najbardziej ogólny, rozszerzając pojęcie ciągłości funkcji zmiennych rzeczywistych oraz funkcji w przestrzeniach metrycznych. To ujęcie jest jednocześnie bardzo proste i pozwala jednolicie potraktować przypadki nieskończoności (bardzo potrzebne przy pojęciu granicy funkcji i granicy ciągu):
Zbiór {\displaystyle X} staje się przestrzenią topologiczną, gdy dla każdego jego elementu określimy rodzinę otoczeń tego elementu – podzbiorów {\displaystyle X.} Musi ona spełniać pewne warunki.
Najczęściej spotykamy się z takimi przestrzeniami topologicznymi, których topologia jest wyznaczona przez metrykę, czyli sposób określania odległości {\displaystyle \rho (x,y)} punktów tej przestrzeni. Wtedy za otoczenia punktu przyjmuje się kule o środku w tym punkcie i dodatnim promieniu. Standardowo przyjmuje się kule otwarte, ale użycie kul domkniętych prowadzi do tej samej topologii. Natomiast gdyby dopuścić kule domknięte o promieniu 0, otrzymalibyśmy tzw. topologię dyskretną, na ogół inną od wprowadzonej przez metrykę.
Inaczej jest z nieskończonościami – tu nie określamy otoczeń przez metrykę: otoczeniami elementu {\displaystyle +\infty } w rozszerzonym zbiorze liczb rzeczywistych są przedziały {\displaystyle (M,+\infty ]} dla dowolnych {\displaystyle M\in \mathbb {R} ;} otoczeniami elementu {\displaystyle -\infty } są przedziały {\displaystyle [-\infty ,M)} dla dowolnych {\displaystyle M\in \mathbb {R} } (ciekawe są otoczenia {\displaystyle -\infty } dla {\displaystyle M<0}).
Niech będą dane zbiory {\displaystyle A} i {\displaystyle B,} zawarte w przestrzeniach topologicznych, i funkcja {\displaystyle f\colon A\to B.}
Definicja (topologiczna): Funkcja {\displaystyle f} jest ciągła w punkcie {\displaystyle x_{0}\in A} jeśli
{\displaystyle \forall _{U{\text{ otoczenie }}f(x_{0})}\exists _{V{\text{ otoczenie }}x_{0}}\forall _{x\in V\cap A}:f(x)\in U,}
symbole {\displaystyle \forall } i {\displaystyle \exists } to kwantyfikatory.
Definicja: Funkcja jest ciągła jeśli jest ciągła w każdym punkcie swojej dziedziny, czyli w zbiorze {\displaystyle A.} Funkcja jest ciągła w zbiorze {\displaystyle C} zawartym w jej dziedzinie jeśli jest ciągła w każdym punkcie tego zbioru.
W dalszym ciągu podajemy bardziej tradycyjne ujęcia i pokazujemy, że definicje Cauchy’ego są równoważne powyższym.

## Ciągłość funkcji rzeczywistych zmiennej rzeczywistej
Dla funkcji rzeczywistych zmiennej rzeczywistej istnieją dwie równoważne definicje ciągłości:
- Cauchy’ego – podana przez Augustina Louisa Cauchy’ego[4], nazywana też epsilonowo-deltową z racji używania liter {\displaystyle \varepsilon } oraz {\displaystyle \delta } w definicji;
- Heinego – podana przez Heinricha Eduarda Heinego, nazywana też definicją ciągową.

Niech {\displaystyle M\subseteq \mathbb {R} } oraz {\displaystyle f\colon M\to \mathbb {R} .}

### Definicje

#### Definicja Cauchy’ego
Funkcja {\displaystyle f} jest ciągła w punkcie {\displaystyle x_{0}\in M} wtedy i tylko wtedy gdy:
{\displaystyle \forall _{\varepsilon >0}\;\exists _{\delta >0}\;\forall _{x\in M}\ \ |x_{0}-x|<\delta \Rightarrow |f(x_{0})-f(x)|<\varepsilon .}
Definicja ta jest równoważna topologicznej: warunek {\displaystyle |x_{0}-x|<\delta } oznacza, że {\displaystyle x} należy do kuli otwartej o środku {\displaystyle x_{0}} i promieniu {\displaystyle \delta } (czyli do otoczenia {\displaystyle V}). Warunek {\displaystyle |f(x_{0})-f(x)|<\varepsilon } oznacza, że {\displaystyle f(x)} należy do kuli otwartej o środku {\displaystyle f(x_{0})} i promieniu {\displaystyle \varepsilon } (czyli do otoczenia {\displaystyle U}). Tak więc zapis {\displaystyle \forall _{\varepsilon >0}} oznacza wybranie otoczenia {\displaystyle f(x_{0}),} a zapis {\displaystyle \exists _{\delta >0}} oznacza dobranie do niego otoczenia {\displaystyle x_{0}} (zamiast pisać {\displaystyle \forall _{x\in V\cap A}} Cauchy pisze {\displaystyle \forall _{x\in M}} ({\displaystyle M} pełni rolę {\displaystyle A}), a warunek przynależności do {\displaystyle V} przenosi do poprzednika implikacji).

#### Definicja Heinego
Funkcja jest ciągła w punkcie {\displaystyle x_{0}\in M,} wtedy i tylko wtedy, gdy dla każdego ciągu {\displaystyle (x_{n})} liczb z {\displaystyle M,} który jest zbieżny do {\displaystyle x_{0},} ciąg wartości {\displaystyle {\big (}f(x_{n}){\big )}} jest zbieżny do {\displaystyle f(x_{0}),} czyli
{\displaystyle \forall _{(x_{n})\subset M}\ \ x_{n}\to x_{0}\Rightarrow f(x_{n})\to f(x_{0}),}
Jeżeli funkcja {\displaystyle f} spełnia jeden z powyższych warunków dla każdego {\displaystyle x\in M,} to jest ona ciągła na zbiorze {\displaystyle M} odpowiednio w sensie Cauchy’ego lub w sensie Heinego.
Mówimy, że funkcja jest ciągła, jeżeli jest ciągła na całej swojej dziedzinie.

### Definicja

Ciągłość funkcji w punkcie dla otoczenia punktu możemy znaleźć otoczenie punktu takie, że jest zawarte w